# Pajzs Elemér
Pajzs Elemér (született Schön Elemér) (Tolna, 1894. április 28. – Budapest, 1944) író, kabarészerző, műfordító, újságíró.

## Életútja
Schön Béla és Loschitz Malvin gyermekeként született. A budapesti egyetemen végezte felsőfokú jogi tanulmányait. Ügyvédi praxisa mellett újságírói pályája során több fővárosi napilapnak dolgozott, gyakran külföldi tudósítóként. 1919. január 13-án Budapesten, az V. kerületben házasságot kötött Denneberger Gyula és Friedenthal Janka lányával, Ilonával. 1920-ban elváltak. 1921. május 24-én Budapesten ismét megnősült. Második felesége Farkas Ignác és Strasser Szidónia lánya, Katalin volt. 1938-ban az evangélikus vallásra tértek át.

## Munkássága
Erotikus töltetű és groteszk elbeszéléseivel gyakran megbotránkoztatást keltett. Népszerű kabarédarabokat is írt, emellett ő szerkesztette a Békéscsabán induló Fantasztikus Könyvtár című sorozatot (1918).
Termékeny műfordító volt, magyarra ültette francia (Philippe), német (Auernheimer, Salten, Schnitzler, Wedekind), orosz (Andrejev, Arcibasev, Avercsenko, Dosztojevszkij) és skandináv írók (Bang, Elvestad, Strindberg) több művét.

## Főbb művei
Regények
- Az agglegény Pinterics. Tevan. Békéscsaba: (kiadó nélkül). 1917.
- Öreg lány. Genius. Budapest: (kiadó nélkül). 1929.
- Pualu, a fóka: Ifjúsági regény. Hungária. Budapest: (kiadó nélkül). 1942.

Elbeszélések
- Flórián viaskodása a nővel. Dick. Budapest: (kiadó nélkül). 1913.
- Czirkusz. Dick. Budapest: (kiadó nélkül). 1915.

Kabarédarabok
- Szellem, 1919.
- Házasságközvetítő, 1921.
- A kalap, Andrássy Úti Színház, Budapest, 1921. április 15.
- A gyászruhás hölgy, Andrássy Úti Színház, Budapest, 1922. január 10.

Egyéb
- Kabarészerzők galériája. Rácz. Budapest: (kiadó nélkül). 1919.
- Salazár: Egy kis ország nagy építője. Auróra. Budapest: (kiadó nélkül). 1942.